# Andreas von Barby

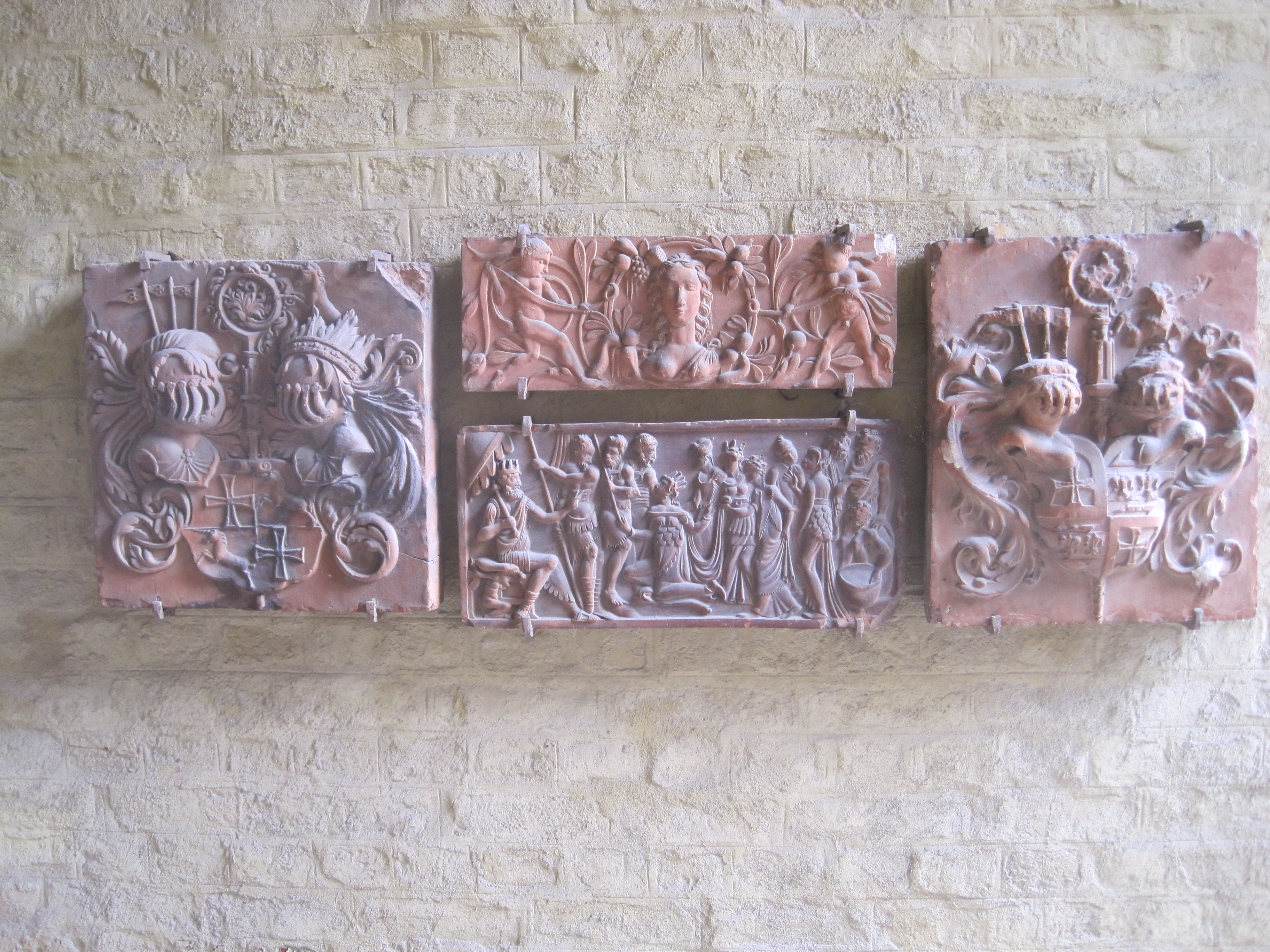
Wappen des Bischofs Andreas von Barby (links) im St. Annen-Museum Lübeck (ca. 1556–1559)

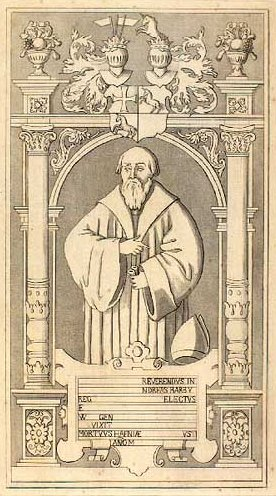
Zeichnung des Epitaphs in Roskilde

Andreas von Barby (* 24. Juli 1508 in Loburg; † 3. August 1559 in Roskilde) war ein dänischer Politiker und Bischof von Lübeck.

## Leben
Andreas von Barby war ein uneheliches Kind des Adligen Nicolaus von Barby. 1529 immatrikulierte er sich an der Universität Wittenberg, wo er bei Hieronymus Schurff seine Studien absolvierte. Anschließend trat er in den Dienst von Herzog Magnus von Sachsen-Lauenburg. Durch die Vermittlung von Melchior Kling wurde er 1542 dänischer königlicher Rat Christians III. In dieser Position konnte er sich das Vertrauen Christians III. erwerben und hatte als deutscher Kanzler großen Einfluss. Am 8. November 1543 wurde er Dompropst in Roskilde und damit verbunden Konservator der Universität Kopenhagen. Später wurde er Dompropst in Viborg und Propst des Klarissenklosters St. Klara in Roskilde. Weiterhin erhielt er einige Güter als Lehen, wurde 1554 in den Adelsstand erhoben und war später Reichsrat.
Nach der Resignation des Lübecker Bischofs Dietrich von Rheden 1555 empfahl Christian III. mit Nachdruck Andreas von Barby als dessen Nachfolger. Obwohl Barby nicht die päpstliche Bestätigung erhielt, wurde er am 20. November 1556 vom Domkapitel zum Bischof gewählt. In Lübeck war er jedoch kaum anwesend, da er zugleich dänischen Staatsgeschäften nachging. Er hatte zwar nie geheiratet, wohl aber scheint er illegitime Kinder gehabt zu haben, denen er ein großes Vermögen hinterließ. Andreas von Barby wurde im Dom zu Roskilde begraben, wo man ihm ein Epitaph setzte.